# Las Lajas (wulkan)
Las Lajas – wulkan tarczowy o wysokości 926 m n.p.m., położony w departamencie Boaco znajdującym się w centralnej części Nikaragui.